# (389) Industria
(389) Industria est un astéroïde de la ceinture principale découvert par Auguste Charlois le 8 mars 1894.

## Nom
Le nom a été donné en 1901 et a probablement été choisi par l'Institut de calcul astronomique. Ce nom est un mot latin signifiant « application, activité, assiduité ».